# Gefangene des Universums
Gefangene des Universums ist ein B-Movie aus dem Jahr 1983. Die britische Produktion wurde in Südafrika gefilmt und erzählt die Geschichte einer Gruppe von Amerikanern, die in eine primitive Welt in einem Alternativuniversum verschlagen werden. In den deutschen Kinos erschien der Film am 26. Oktober 1984.

## Handlung
Drei Amerikaner werden durch die Erfindung eines „verrückten Professors“ nacheinander in eine Alternativwelt namens Vonya transportiert; da die Zeit dort anders läuft, kommen sie in großen Abständen an. Der Professor, der als erster ankam, ist inzwischen in die Dienste des lokalen Despoten Kleel getreten, dessen Machtansprüche er durch Explosivmittel untermauert. Als dieser Carrie von der Erde sieht, beansprucht er die junge Frau für sich. Erdmann Dan, der praktischerweise ein Kampfkunst-Freak ist, muss sich dann mit windigen Verbündeten und monströsen Einwohnern herumschlagen, um Carrie zu befreien.

## Kritik
Der Film erhielt trotz seiner zwei relativ bekannten Stars – Richard Hatch war aus der ursprünglichen Sci-Fi-Serie Kampfstern Galactica bekannt – praktisch nur schlechte Kritiken und wurde in der Show This Movie Sucks durch den Kakao gezogen. Manche behaupten sogar, der Film sei für Hatchs Karriereknick verantwortlich. Das Lexikon des Internationalen Films sah einen „dilettantisch inszenierte(n) Abenteuerfilm, der fast alle Klischees des zeitgenössischen Spektakel-Kinos vereint, sich kraftstrotzend und martialisch gibt, aber nur lächerlich ist.“

## Trivia
- Der Film wurde am 11. Dezember 2020 auf Tele 5 als Teil des Sendeformats Die schlechtesten Filme aller Zeiten ausgestrahlt.